# Den Oudsten X98
De Den Oudsten X98 is een busmodel van de voormalige Nederlandse busbouwer Den Oudsten, geproduceerd in de periode 1998-2001. Het bustype is ontwikkeld in samenwerking met Fokker Space & Systems en vormgegeven door Kooymans D'Sign.

## Geschiedenis
Eind jaren negentig startte in Rotterdam een project door een consortium, waarvan Den Oudsten deel uitmaakte, om een hybride bus te ontwikkelen. Den Oudsten wilde een nieuwe lichtgewicht bus ontwikkelen met wielnaafmotoren. Den Oudsten zocht hierbij contact met Fokker, waar men ervaring had met modulair gebouwde lichtgewicht carrosserieën. De eerste bus werd gebouwd in 1997 en werd X97 genoemd, maar vanwege de vele problemen daarmee werd in 1998 opnieuw een prototype gemaakt, de Den Oudsten X98. Men had besloten te focussen op een lichtgewicht constructie en niet meer op een nieuw type aandrijving. Hierbij werd wederom een lichtgewicht carrosserie toegepast.
Met vervoersbedrijf RET in Rotterdam werd een contract gesloten voor de levering van dit type bus in 2000. De bouw liep echter vertraging op. De bus zou worden voorzien van een nieuw type zeer zuinige en schone Cummins dieselmotor. Na het faillissement van Den Oudsten was de bus zo goed als klaar. Het interieur ontbrak nog en verder was de bus nog niet afgewerkt. 
De bus werd nooit opgeleverd aan de RET en werd direct verkocht aan de familie Den Oudsten. Hij werd verscheept naar Canada en is in de New Flyer-fabriek gebruikt om het concept verder te ontwikkelen. Commercieel succes heeft dit nog niet opgeleverd. Wel is er enig succes in Nederland, nadat Fokker het concept had verkocht aan APT Systems, dat het toepaste in het busmodel Phileas.

## Verwante modellen
- Fluisterbus
- Den Oudsten X97